# Monuments romains et romans d'Arles
Les monuments romains et romans d'Arles, en France, font l'objet d'une inscription sur la liste du patrimoine mondial de l'Unesco depuis 1981.

## Inscription
Le site est inscrit sur la liste du patrimoine mondial lors de la 5e session du Comité du patrimoine mondial en 1981, sous le nom de « Monuments romains et romans d'Arles ». Bien de type « culturel », il satisfait aux critères (ii) (témoignage d'un échange d'influences considérable pendant une période donnée ou dans une aire culturelle déterminée) et (iv) (exemple éminent 'ensemble architectural illustrant des périodes significatives de l'histoire humaine) de l'organisation.
L'Unesco justifie comme suit l'inscription : « Arles offre un exemple intéressant d'adaptation d'une cité antique à la civilisation de l'Europe médiévale. Elle conserve d'impressionnants monuments romains dont les plus anciens – arènes, théâtre antique, cryptoportiques – remontent au Ier siècle av. J.-C. Elle connut au IVe siècle un second âge d'or dont témoignent les thermes de Constantin et la nécropole des Alyscamps. Aux XIe et XIIe siècles, Arles redevint une des plus belles villes du monde méditerranéen. À l'intérieur des murs, Saint-Trophime avec son cloître est un des monuments majeurs de l'art roman provençal »
Le nom du site est changé en « Arles, monuments romains et romans » en 2006.

## Site protégé
L'inscription protège une zone de 65 ha du centre-ville d'Arles, située entre le Rhône au nord-ouest, les boulevards Georges-Clemenceau et des Lices à l'ouest et au sud, et le boulevard Émile-Combes à l'est et au nord, à laquelle il faut ajouter la zone de la nécropole des Alyscamps qui forme une excroissance au sud-est, depuis le jardin d'été jusqu'à la rue Georges-Pomerat, le long du canal de Craponne.
Dans cette zone, les huit monuments suivants sont spécifiquement identifiés.
| Monument                                        | Coordonnées                 | Photo |
| ----------------------------------------------- | --------------------------- | ----- |
| Amphithéâtre romain                             | 43° 40′ 27″ N, 4° 37′ 51″ E |       |
| Théâtre antique                                 | 43° 40′ 23″ N, 4° 37′ 47″ E |       |
| Cryptoportiques et forum romain                 | 43° 40′ 24″ N, 4° 37′ 34″ E |       |
| Colonnes de Saint Lucien (Forum d'Arles)        | 43° 40′ 24″ N, 4° 37′ 34″ E |       |
| Thermes de Constantin                           | 43° 40′ 31″ N, 4° 37′ 38″ E |       |
| Remparts du castrum romain                      | 43° 40′ 21″ N, 4° 37′ 42″ E |       |
| Exèdre romaine (dans la cour du museon Arlaten) | 43° 40′ 36″ N, 4° 37′ 34″ E |       |
| Obélisque d'Arles                               | 43° 40′ 35″ N, 4° 37′ 39″ E |       |
| Alyscamps                                       | 43° 40′ 09″ N, 4° 38′ 02″ E |       |
| Cathédrale Saint-Trophime et son cloître        | 43° 40′ 23″ N, 4° 37′ 40″ E |       |